# Caius Carrinas (ifjabb)
Caius Carrinas (Kr. e. 1. század) ókori római katonatiszt és politikus volt.
Hasonló nevű apja a marianusok egyik hadvezére volt a Sulla elleni polgárháborújukban, melynek során Kr. e. 82-ben életét vesztette. Az ifjabb Carrinasról először Kr. e. 45-ben hallunk, amikor Caius Iulius Caesar Hispania Ulterior élére helyezte, hogy felvegye a harcot a Sextus Pompeius vezette ellentáborral, ám mivel nem ért el eredményt, rövidesen leváltották Caius Asinius Pollióra. Kr. e. 43 végén, a második triumvirátus megalakulása után consullá nevezték ki a hátralevő két hónapra. Kr. e. 41-ben, a perusiai háború során kitartott Octavianus mellett, aki Hispaniába küldte a betörő Bocchus mauretaniai király visszaverésére. Kr. e. 36-ban három legiót vezetett a Sextus Pompeius szicíliai főhadiszállása ellen indított döntő hadjáratban. Kr. e. 31 táján Gallia területén volt helytartó proconsuli rangban, és sikeresen legyőzte a morinusokat, a sueveket pedig visszaszorította a Rajna jobb partjára. Diadalaiért Kr. e. 29-ben triumphust tarthatott.